# Terra!
Terra! è un romanzo del 1983 di Stefano Benni. È un romanzo umoristico di fantascienza postapocalittica caratterizzato da una moltitudine di personaggi bizzarri, una sottile satira di alcune politiche odierne e parodie di fatti storici.

## Ambientazione
Terra! è ambientato nel 2156. Dal 2039 vi sono state quattro guerre mondiali, la prima delle quali causata per errore, e la situazione climatica è disastrosa: un'enorme cortina di ghiaccio e neve avvolge la terra e il cielo è oscurato da un lungo inverno nucleare. In questo scenario si muovono tre superpotenze mondiali: la Federazione Sineuropea con gravi carenze di energia, l'Impero Militare Giapponese con carenze di spazio, e la ricchissima unione degli sceicchi Aramerorussi.

## Trama
Una formidabile notizia arriva sulla Terra: sembra che Van Cram, un cacciatore di comete, abbia trovato un nuovo mondo ospitale nello spazio profondo. 
Si scatena così una corsa allo spazio per arrivare primi al nuovo mondo. Tre navi spaziali partono per l'impresa: la Proteo Tien, scassata ed antiquata navetta sineuropea, la piccolissima astronave giapponese Zuikaku, con un generale e sessanta topi ammaestrati come equipaggio, e la colossale Calalbakrab, nave spaziale del re degli Aramerorussi. 
Intanto, in Perù, un ragazzino prodigio (Einstein), un vecchio saggio cinese (Fang) e un supercomputer (Genius) cercano di risolvere un antico enigma legato al viaggio per il nuovo mondo, esplorando delle antiche strutture della civiltà incaica.
Sulla Zuikaku i topi ammaestrati, indignati dalle ingiuste punizioni impartite dal comandante Yamamoto, si ammutinano e lo scagliano fuori in una capsula; come ultimo suo atto, il giapponese lancia delle testate nucleari che vanno a colpire la base spaziale del pianeta Mellonta, distruggendola. Sulla nave degli Aramerorussi, il re Akrab viene ucciso da un suo suddito, mentre la Proteo Tien viene risucchiata da un vortice spazio-temporale. Einstein, Fang e Genius arrivano a comprendere perché nessuna delle astronavi abbia trovato il mondo scoperto da Van Cram: questi aveva viaggiato nel tempo e il pianeta da lui scoperto era la Terra del passato. La stessa sorte è capitata all'equipaggio della Proteo Tien, che, mescolatosi con gli indigeni dell'antico Perù, con le sue conoscenze ha favorito la nascita della civiltà incaica.

## Personaggi
Le espressioni in corsivo provengono da Benni 1986, I personaggi, pp. 17-18.
- Phildys Plassey: generale e Primo Ministro della Federazione sineuropea.
- Pyk: ministro della Federazione e gran maneggione.
- Leonardus Kook: scienziato in crisi.
- Cu Chulain: pilota spaziale di dubbia moralità.
- Mei Ho Li: fascinosa telepate.
- Caruso Raimondi: meccanico dell'astronave sineuropea Proteo Tien.
- Sara: aiutante di Caruso.
- Leporello Atari detto LeO: intrepido bipede.
- Fang: un vecchio cinese sparamassime.
- Frank Einstein: bambino prodigio.
- Genius 5: il computer più intelligente del mondo.
- Re Akrab: il Grande Scorpione. re dell'impero aramerusso, che riunisce sceicchi arabi, americani e russi.
- Alya: viscido consigliere reale.
- Dabih: indovino del re.
- Coyllar: leader del complesso musicale "le Dzunum".
- Alice, Lorina , Edith: le Szunum.
- John Vassiliboyd e Igor Dylaniev: piloti spaziali dell'astronave Calalbakrab.
- Smitsky, Zukov, Shaula: sceicchi.
- Saito: tecnogenrale dell'impero militare sam (samurai) formato da militari di tutto il mondo.
- Hitachi: aiutante di Saito.
- Yamamoto: generale sam, capitano dell'astronave Zuikaku.
- Harada: vice di Yamamoto.
- Pigreco: capo spirituale dei soldati grigi.
- Van Cram il vichingo: esploratore spaziale.
- Pintecaboru: il gigante di Mellonta, il pianeta dimenticato.
- Galina Percovaia: strega astronauta.
- Coya: giovane india.
- Huatac: il vecchio misterioso di Kouzok.
- Catuilla, Aucayoc, Nanki: indios

## Influenze e riferimenti
L'autore ha smentito categoricamente ogni influenza del suo romanzo dalla Guida galattica per gli autostoppisti, il libro di Douglas Adams uscito quattro anni prima.
L'autore stesso ha invece dichiarato: «Per Terra!, l'ispirazione venne dal ricordo di un mio viaggio in Sud America, e, guarda guarda, da Moby Dick».
I 60 topi della Zuikaku hanno come nomi alcuni peculiari comandi BASIC della calcolatrice programmabile Sharp PC-1500 (anche commercializzata come "TRS-80 PC-2" dalla Radio Shack TRS-80).
La sede della Federazione Sineuropea è un edificio a geometria variabile a forma di Pyraminx.
Cu Chulain: vedi Cú Chulainn.
Moltissime parole sono accostamenti di più nomi come: Proteo Tien (il profeta Proteo - Tien = cielo); l'astronave giapponese Akai Mazinga Zuikaku (Akai è un'azienda, Mazinga è il robot protagonista di una serie animata (anime) giapponese, Zuikoku è stata una delle portaerei partecipanti all'attacco di Pearl Harbor).

## Edizioni
- Stefano Benni, Terra!, collana L'avventura, n. 3, Milano, Feltrinelli, 1983, ISBN 88-07-04003-4.
- Stefano Benni, Terra!, Milano, Club degli Editori, 1984.
- Stefano Benni, Terra!, collana Narrativa scuola, a cura di Alessandra Ricci, Torino, Loescher, 1986, ISBN 88-201-1623-5.
- Stefano Benni, Terra!, collana Universale Economica, n. 990, Feltrinelli, 1985, ISBN 88-07-80990-7.
- Stefano Benni, Terra!, collana Universale Economica, n. 8223, Feltrinelli, 2013, ISBN 978-88-07-88223-4.